# 영춘초등학교 동대분교
영춘초등학교 동대분교는 대한민국 충청북도 단양군 영춘면 영부로 2545 (동대리)에 있었던 초등학교 분교이다.

## 연혁
- 1949년 4월 1일 영춘국민학교 동대분교장 개교
- 1957년 4월 20일 동대국민학교 개교
- 1983년 5월 7일 서울청량리경찰서 모범운전자회와 자매결연증서 교환
- 1987년 3월 9일 병설유치원 개원
- 1996년 3월 1일 영춘초등학교 동대분교장 격하
- 1999년 9월 1일 폐교